# Vu Nghị Phu
Vu Nghị Phu (tiếng Trung: 於毅夫, 1903 - 1982) là bút hiệu của một văn sĩ, chính khách Trung Hoa. Ông từng là Tỉnh trưởng Chính phủ Nhân dân tỉnh Hắc Long Giang đầu tiên.

## Tiểu sử
Ông Vu Nghị Phu sinh ngày 9 tháng 5 năm 1903 tại thị trấn Song Thành tỉnh Cát Lâm với nguyên danh là Vu Thành Trạch (於成澤), tự Nghị Phu (毅夫), bút danh Hồng Ba (洪波), Dật Hoàn (逸凡). Năm 1917, Vu Nghị Phu đến Thiên Tân theo học Trung học Nam Khai. Đến năm 1920 thì được nhận vào Đại học Đồng Tế, nhưng vì can dự một cuộc biểu tình của giới sinh viên nên bị trục xuất. Sau đó là một quãng thời gian học dự thính tại nhiều trường khác nhau, mãi đến năm 1924 thì được nhận vào khoa Lịch sử của Đại học Yên Kinh.
Sau lễ tốt nghiệp năm 1929, Vu Nghị Phu đến Đại học Dân quốc Tư lập để làm việc ở phân ban báo chí và thư viện. Vào năm 1930, ông trở lại Thiên Tân để gia nhập Đông Bắc quân rồi được đề bạt làm thư ký cho tướng Trương Học Minh. Thời gian này, ông bắt đầu làm công tác tình báo cho phái đoàn cố vấn quân sự Bắc Kinh của tướng Trương.
Năm 1936, Vu Nghị Phu gia nhập Đảng Cộng sản Trung Quốc, được cử phụ trách ủy ban tuyên truyền đối ngoại. Năm 1943, ông lại được bổ nhiệm đứng đầu Tân Hoa xã:8264.
Năm 1949, sau khi nước Cộng hòa Nhân dân Trung Hoa thành lập, Vu Nghị Phu được cử làm Tỉnh trưởng Chính phủ Nhân dân tỉnh Hắc Long Giang. Trong thời kỳ Cách mạng Văn hóa, ông bị tứ nhân bang tống giam suốt 7 năm. Sau khi trào lưu này kết thúc, ông được phục hồi danh dự và lại giữ chức Phó Tỉnh trưởng Chính phủ Nhân dân tỉnh Cát Lâm.
Vu Nghị Phu từ trần tại Trường Xuân vào ngày 11 tháng 6 năm 1982.